# Ernst Moritz Arndt

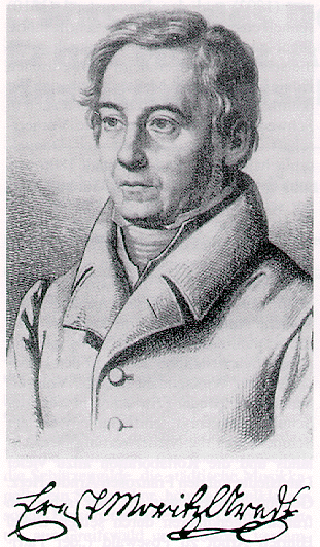
Ernst Moritz Arndt

Ernst Moritz Arndt (* 26. Dezember 1769 in Groß Schoritz; † 29. Januar 1860 in Bonn) war ein deutscher nationalistischer und demokratischer Schriftsteller, Historiker und Abgeordneter der Frankfurter Nationalversammlung. Als Publizist und Dichter widmete er sich hauptsächlich der Mobilisierung gegen die Herrschaft Napoleon Bonapartes in Deutschland. Daher wird er auch als Freiheitskämpfer bezeichnet. Er gilt als bedeutender Lyriker der Epoche der Befreiungskriege.
Arndt kehrte von der universellen Kulturtheorie Herders, wonach der Austausch der Kulturen die Geschichte der Völker bestimme, ab und behauptete um einer Eigenheit der Völker willen ihre überzeitliche Distanz zueinander. Im scharfen Gegensatz zum expansiven Frankreich beschwor der Sprachpfleger in Traktaten und Reden die angeblich ethnisch reine deutsche Nation. Neben seinen nationalistischen Liedern, die nicht selten in der Sakralisierung des imaginierten Deutschlands gipfeln, verfasste er vom Pietismus geprägte Gebete, die sich durch Kürze, volksnahen Ton und kindliche Frömmigkeit auszeichnen. Inwieweit seine Äußerungen zum Judentum als antisemitisch zu bewerten sind, ist umstritten.

## Leben

### Jugend und Studienzeit

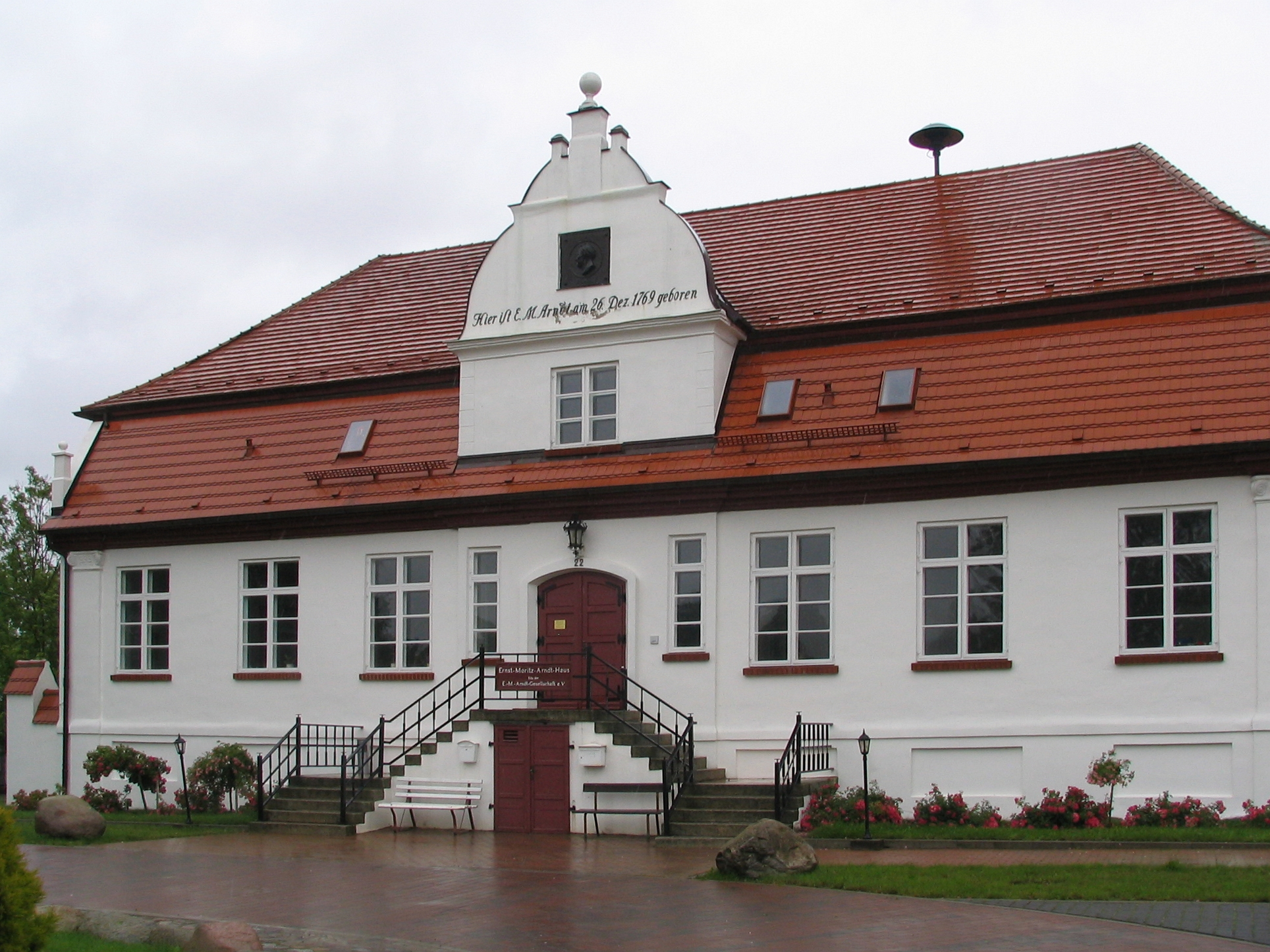
Arndts Geburtshaus

Ernst Moritz Arndts Geburt fiel in die Zeit zwischen dem Siebenjährigen Krieg und der Französischen Revolution. Sein Vater Ludwig Nikolaus Arndt (1740–1808) konnte sich, obwohl er nur der Sohn eines Hirten der Herrschaft zu Putbus in Schwedisch-Pommern war, am 28. März 1769 für die hohe Summe von 80 Talern aus der Leibeigenschaft des Grafen Malte Friedrich zu Putbus freikaufen und arbeitete zur Zeit von Arndts Geburt als Inspektor auf dem Gut des Grafen, dem Geburtshaus von Ernst Moritz Arndt in Groß Schoritz auf Rügen. In der Kirche von Garz wurde er getauft, im alten Pfarrwitwenhaus in der Zudarstraße hatte Arndt seinen frühesten Unterricht erhalten. 1776 wurde der Vater Pächter verschiedener Güter auf Rügen, unter anderem in Grabitz und ab 1787 in Löbnitz bei Barth.
Seine Mutter Friederike Wilhelmine (geb. Schumacher, 1747–1804), Tochter eines Bauern, prägte seine Früherziehung maßgeblich durch volkstümliche Sagen und Bibelgeschichten.
Der Vater schickte seinen frei geborenen Sohn nach dem Unterricht durch Hauslehrer, darunter Joachim Gottfried Danckwardt, von Februar 1787 bis 1789 auf das Gymnasium im Stralsunder Katharinenkloster. Ernst Moritz Arndt bezog in dem von der Stadt Stralsund dem jeweiligen Konrektor des Gymnasiums (zu Arndts Schulzeit Adolf Friedrich Furchau) zur Verfügung gestellten Haus in der heutigen Mönchstraße 45 ein kleines Zimmer gegenüber der Bibliothek. Das Haus wird heute vom Deutschen Meeresmuseum genutzt und dient als Gedenkstätte für Hermann Burmeister.
Ab 1788 besuchte Arndt die Prima bei Rektor Christian Heinrich Groskurd. Im Herbst 1789 wurde er für seine erfolgreich bestandenen Herbstprüfungen öffentlich gelobt. Er selbst sah jedoch im Lernen am Gymnasium keinen Sinn mehr, verließ Stralsund und ging nach Zemmin außerhalb Schwedisch-Pommerns. Nach der Intervention seines Vaters, der ihm die Wahl ließ zwischen einer Fortsetzung des Studiums oder Mitarbeit auf dem elterlichen Gut in Löbnitz, kehrte Arndt zu seinen Eltern zurück und blieb dort bis Ostern 1791, wobei er das Gymnasium praktisch im „Fernstudium“ beendete.

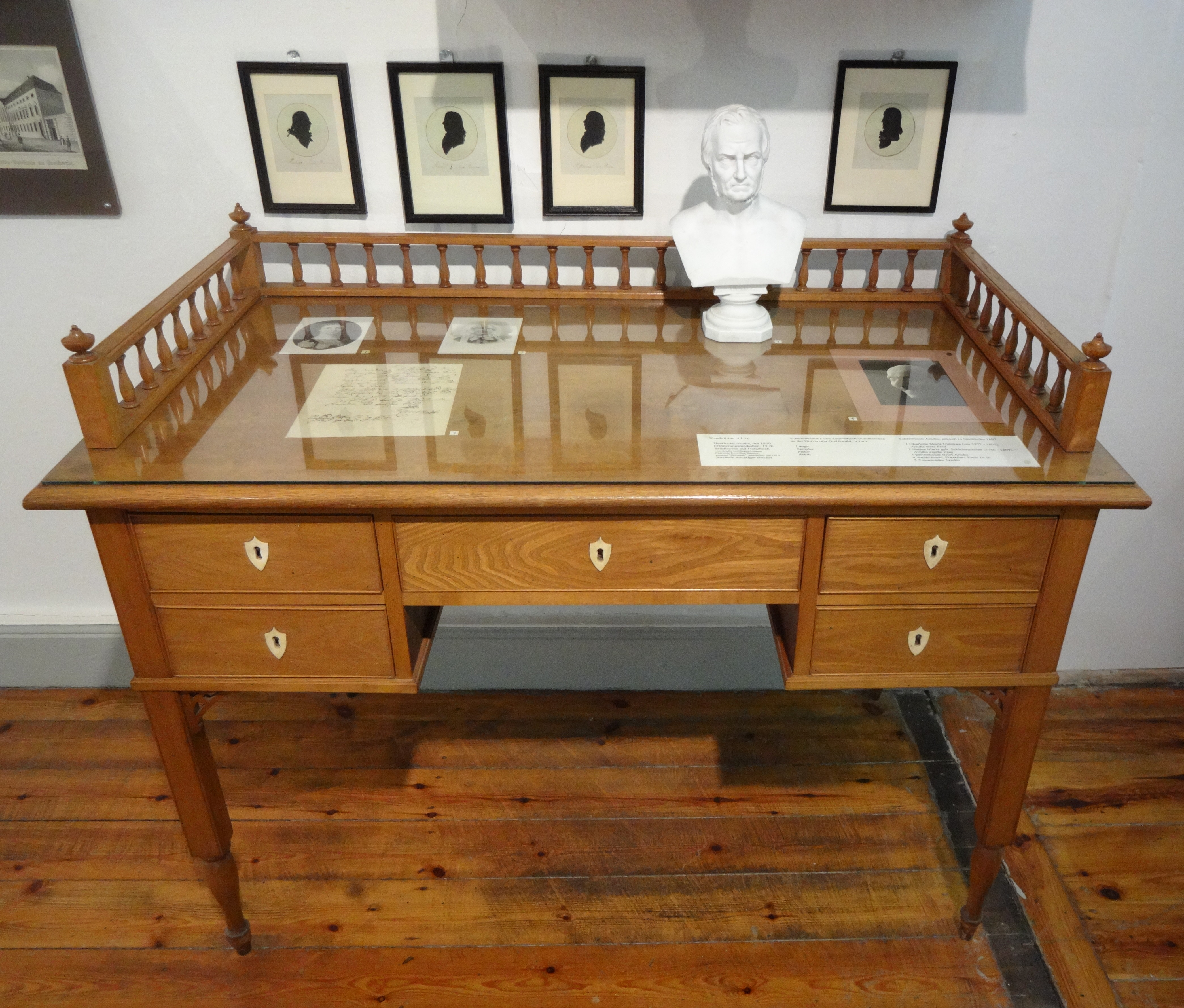
Arndts Schreibtisch, Museum Stralsund

Ab Mai 1791 studierte er an den Universitäten Greifswald und später Jena neben evangelischer Theologie, Geschichte, Erd- und Völkerkunde auch Sprachen und Naturwissenschaften. Nach der Kandidaten- und Hauslehrerzeit bei Ludwig Gotthard Kosegarten unternahm er 1798/1799 eine Bildungsreise durch Österreich, Oberitalien, Frankreich, das heutige Belgien und einen Teil Norddeutschlands. Er schilderte seine Eindrücke in verschiedenen Reiseberichten.

### Professur in Greifswald
Im April 1800 habilitierte sich Arndt in Greifswald in Geschichte und Philologie mit einer Schrift, in der er sich gegen die Ideen Jean-Jacques Rousseaus aussprach. Er heiratete Charlotte Marie Quistorp, die Tochter von Professor Johann Quistorp, die 1801 nach der Geburt des Sohnes Karl Moritz an Kindbettfieber starb. Am 22. April 1800 bat Arndt die Universität Greifswald um die Lehrerlaubnis für Geschichte und Philologie, die ihm am 5. Mai 1800 vom Generalgouverneur und Universitätskanzler Hans Henrik von Essen erteilt wurde, dem Arndt später seinen Versuch einer Geschichte der Leibeigenschaft in Pommern und Rügen widmete.
Arndt wurde 1801 Privatdozent an der Universität. 1803 wurde er nach dem Erscheinen seines Versuchs einer Geschichte der Leibeigenschaft in Pommern und Rügen von adligen Gutsbesitzern verklagt. Darin hatte er voller Empörung das Bauernlegen und die Leibeigenschaft in Vergangenheit und Gegenwart kritisiert. Arndt schrieb in seiner Autobiographie, die 1806 erfolgte Aufhebung der Leibeigenschaft und der Patrimonialgerichtsbarkeit in Schwedisch-Pommern durch den schwedischen König sei aus der Lektüre seiner Studie gefolgt. Im selben Jahr verfasste Arndt den ersten Teil seiner antinapoleonischen Flugschrift Geist der Zeit. Er erhielt, nach einem Schweden-Aufenthalt 1803/1804, auf seinen Antrag vom November 1805 hin am 11. April 1806 eine außerordentliche Professur an der philosophischen Fakultät in Greifswald.
1805 erarbeitete Arndt für die schwedische Regierung eine Verordnung über die Errichtung einer Landwehr in Schwedisch-Pommern, die am 30. April 1806 in Kraft trat. Ab dem Sommer desselben Jahres war Arndt öfter für die Regierung tätig, was seinen Aufenthalt in Stralsund erforderte. Dort freundete er sich mit dem seit 1799 als Arzt arbeitenden Christian Ehrenfried Weigel an. Er geriet mit einem schwedischen Offizier namens Gyllensvärd aneinander, dem er antideutsche Äußerungen unterstellte, und duellierte sich mit ihm am 12. Juli 1806, wobei er von einer Pistolenkugel im Bauchraum verwundet wurde.

### Flucht und Kampf gegen Napoleon
Arndt musste nach der Niederlage Preußens in der Schlacht bei Jena und Auerstedt vor den Truppen Napoleons nach Schweden flüchten. Er traf am 26. Dezember 1806 in Stockholm ein, wo er den zweiten Teil von Geist der Zeit schrieb, der Wege aus der „fremdherrschaftlichen Bevormundung Deutschlands“ aufzeigen sollte. Arndt arbeitete in Schweden an der Übersetzung des schwedischen Gesetzbuches, um es in Schwedisch-Pommern einführen zu können.
Nach dem Sturz König Gustavs IV. Adolf verließ Arndt 1809 sein Asyl und kehrte illegal nach Deutschland zurück. Zunächst kam er mit dem Freiherrn vom Stein nach Königsberg, wo er eine Affäre mit der verheirateten Johanna Motherby begann, deren Freund und Vertrauter er zeitlebens blieb. Dann lebte er zunächst bei seinen Geschwistern auf dem Land und ging dann nach Berlin zu Georg Andreas Reimer, wo er in einen patriotischen Kreis eingeführt wurde, zu dem unter anderem Friedrich Ludwig Jahn, Hermann von Boyen, August Neidhardt von Gneisenau und Friedrich Schleiermacher gehörten.
Als im Jahr 1812 Napoleon Friedrich Wilhelm III. von Preußen in ein Bündnis zum Krieg gegen Russland gezwungen hatte, gingen zahlreiche deutsche Gegner Frankreichs nach Russland. Unter ihnen befand sich der Freiherr vom Stein, der in Arndt einen Gefährten zur Unterstützung des deutschen Nationalbewusstseins gegen die französische Fremdherrschaft sah und ihn einlud, sein Privatsekretär zu werden. Arndt folgte ihm über Prag nach Sankt Petersburg. Zu seinen Aufgaben gehörten vor allem Briefwechsel mit England und Deutschland, besonders die Russisch-Deutsche Legion betreffend sowie eine Koalition Englands mit Russland. In dieser Zeit publizierte Arndt den Großteil seiner patriotischen Lieder und Gedichte und seiner Schriften gegen Frankreich.
Zu Beginn des Befreiungskrieges verfasste Arndt die Schriften Kurzer Katechismus für den teutschen Soldaten und Katechismus für den teutschen Kriegs- und Wehrmann. In dieser Schrift geißelt er den Krieg der Tyrannen:

„Wer aber für den Tyrannen ficht und gegen Gerechtigkeit das mordische Schwert zieht, dessen Name ist verflucht bei seinem Volke und sein Gedächtnis blüht nimmer unter dem Menschen.“

„Es sind oft blutige Tyrannen gewesen, welche Freiheit und Gerechtigkeit zu vertilgen ausstanden...“

Sein Beispiel eines Tyrannen ist in dieser Schrift Napoleon Bonaparte. Hier sind unter anderem auch wortgewaltige Schilderungen über die Schlachten, die gegen Napoleon gefochten wurden, enthalten:

„Hinter sich aber ließ er fast sein ganzes Geschütz, und mehr als 100.000 Tote, Verwundete, Gefangene und Versprengte; dazu alle Lazarette voll vieler Zehntausende von Kranken und Verwundeten aus den früheren Schlachten. Auf seiner Flucht von Leipzig nach Mainz verlor er durch Gefechte, Ermattung und Hunger fast noch die Hälfte des übrigen Heeres und brachte von 400.000 Mann, die er seit dem verflossenen Winter wieder in Teutschland zusammen getrieben hatte, nicht mehr als 80.000 Mann über den Rhein, in einem so elenden Zustande, dass die Hälfte davon gewiss durch Krankheiten umkommen wird. So hatte auch in Teutschland Gott Gericht gehalten über die Bösen.“

In dieser Schrift kommt zudem, wie auch in zahlreichen Gedichten von Arndt, das Streben nach größtmöglicher Freiheit (die für ihn jedoch keine Demokratie, sondern eine konstitutionelle Monarchie darstellte) zum Ausdruck:

„Der Mensch soll gehorchen mit Freiheit und das Rechte tun, weil es seinem Herzen gefällt.
Und es sind viele Laster schändlich zu nennen, doch das Schändlichste von allen ist ein knechtischer Sinn.
Denn wer die Freiheit verlor, der verlor jede Tugend, und dem zerbrochenen Mut hängen die Schanden sich an.
Wer mit hündischen Sinn das Rechte verschweiget, der umschleicht mit dem Unrecht bald auch das Recht.“

Über Krieg, Soldaten bzw. das Verhalten der Soldaten schreibt er:

„Denn der Krieg ist ein Übel und die Gewalt ist das größte Übel.“

„Wer das Schwert trägt, der soll freundlich und fromm sein wie ein unschuldiges Kind, denn ich ward ihm umgürtet zum Schirm der Schwachen und zur Demütigung der Übermütigen.
Darum ist in der Natur keine größere Schande, als ein Krieger, der die Wehrlosen misshandelt, die Schwachen nöthet, und die Niedergeschlagenen in den Staub tritt.“

„Ein solcher Soldat, der räuberisch, hartherzig und grausam ist, heißt mit Recht viel schlechter als ein Straßenräuber und sollte wie andere Schandebuben mit Galgen und Rad bestraft werden.
Denn er entehrt den heiligen Stand des Bürgers und macht Stärke und Mut, welche die Menschen beschirmen sollten, zu ihrem Fluch“

### Rückkehr
Nach Napoleons Niederlage im Russlandfeldzug und dem Beginn der Befreiungskriege kehrte Arndt 1813 nach Schwedisch-Pommern zurück. Er unterstützte die nationale Einheitsbewegung durch diverse Schriften, unter anderem Der Rhein, Deutschlands Strom, aber nicht Deutschlands Grenze, in der er die Ablösung des deutschsprachigen Rheinlands von Frankreich forderte. Von Sommer 1816 bis März 1817 war er im seit 1815 preußischen Stralsund und traf unter anderen seinen langjährigen Freund Gottfried Christian Mohnike, seinen ehemaligen Konrektor Furchau und dessen Sohn Adolf Friedrich.
Zur Unterstützung des evangelischen Pietismus veröffentlichte er den Deutschen Volkskatechismus. Arndt schrieb außerdem gegen französische Politik, Philosophie und Lebensart an, etwa in Flugblättern wie Über Volkshass und über den Gebrauch einer fremden Sprache (1813), Über das Verhältnis Englands und Frankreichs zu Europa (1813) und Noch ein Wort über die Franzosen und über uns (1814). In der Schrift Das preußische Volk und Heer (1813) empfahl er Preußens Führern, „den Geist freizulassen und das Volk kriegsgeübt zu machen“. Aus derselben Zeit stammen seine Kriegs- und Vaterlandslieder Lieder für Teutsche (1813) und Kriegs und Wehrlieder (1815). 1813 veröffentlichte er den dritten Teil von Geist der Zeit, in dem er Grundzüge einer neuen Verfassung für Deutschland umriss.
Der Gründung der Urburschenschaft, die die bisherigen studentischen Landsmannschaften zugunsten einer nationalen Organisation überwinden wollte, stand Arndt sehr positiv gegenüber. Er gilt neben Jahn und den Jenaer Professoren Jakob Friedrich Fries und Karl Wilhelm Stark als einer ihrer Ideengeber. In seiner 1815 erschienenen Schrift Studentenstaat verklärte er die studentische Lebensweise in Antinomie zu jeder bürgerlichen Enge als „poetischer Freiheit und Gleichheit, ein selbstgenügendes und selbstherrschendes Leben ohne Zwang und ohne Sünde, wo die unermeßliche Weite der Geisteswelt geöffnet ist“. Die Einrichtung studentischer Ehrengerichte geht auch auf seine Polemiken gegen das studentische Duellwesen zurück.

### Professur in Bonn, Nationalversammlung

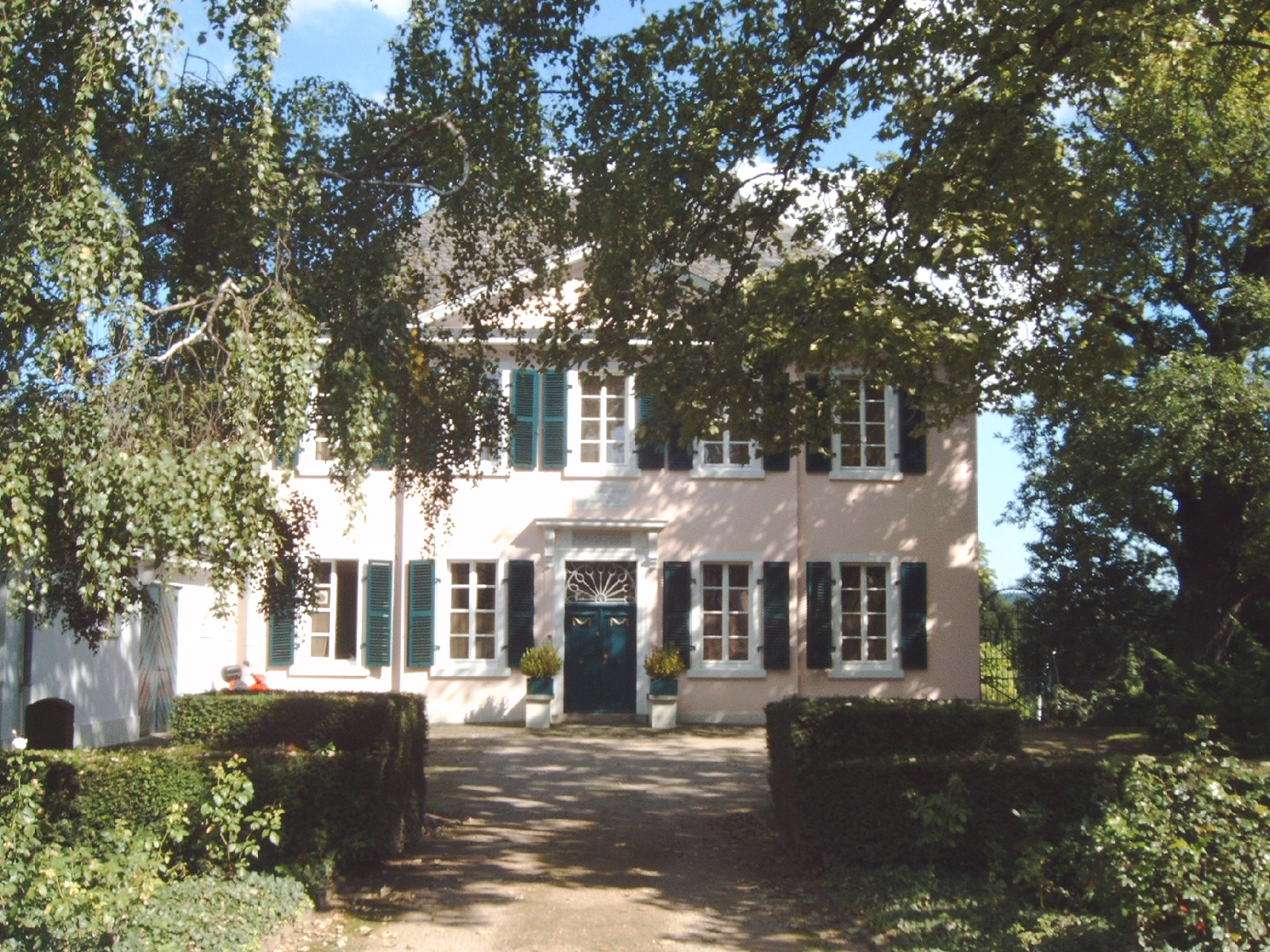
Arndts Haus in Bonn

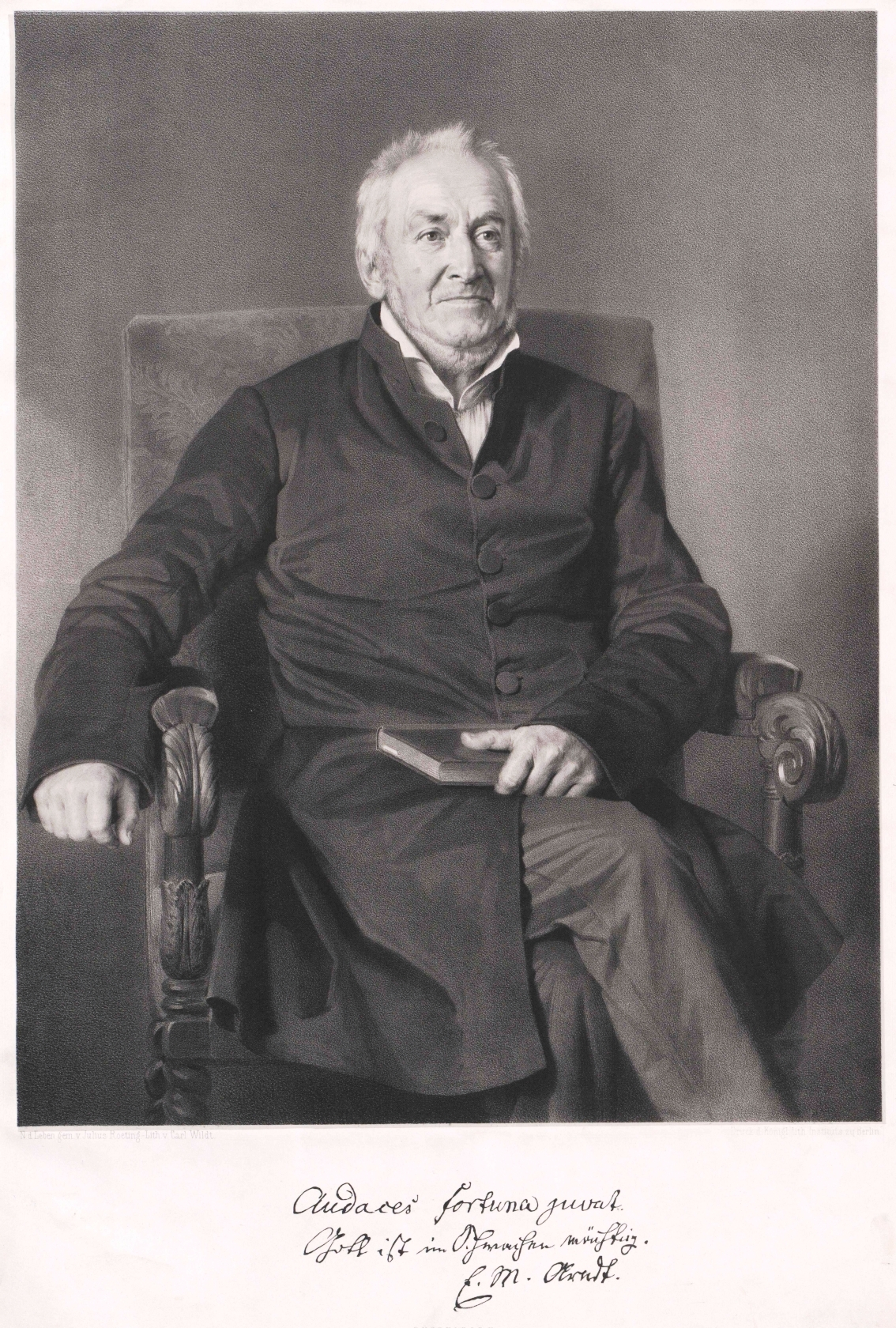
Im fortgeschrittenen Lebensalter

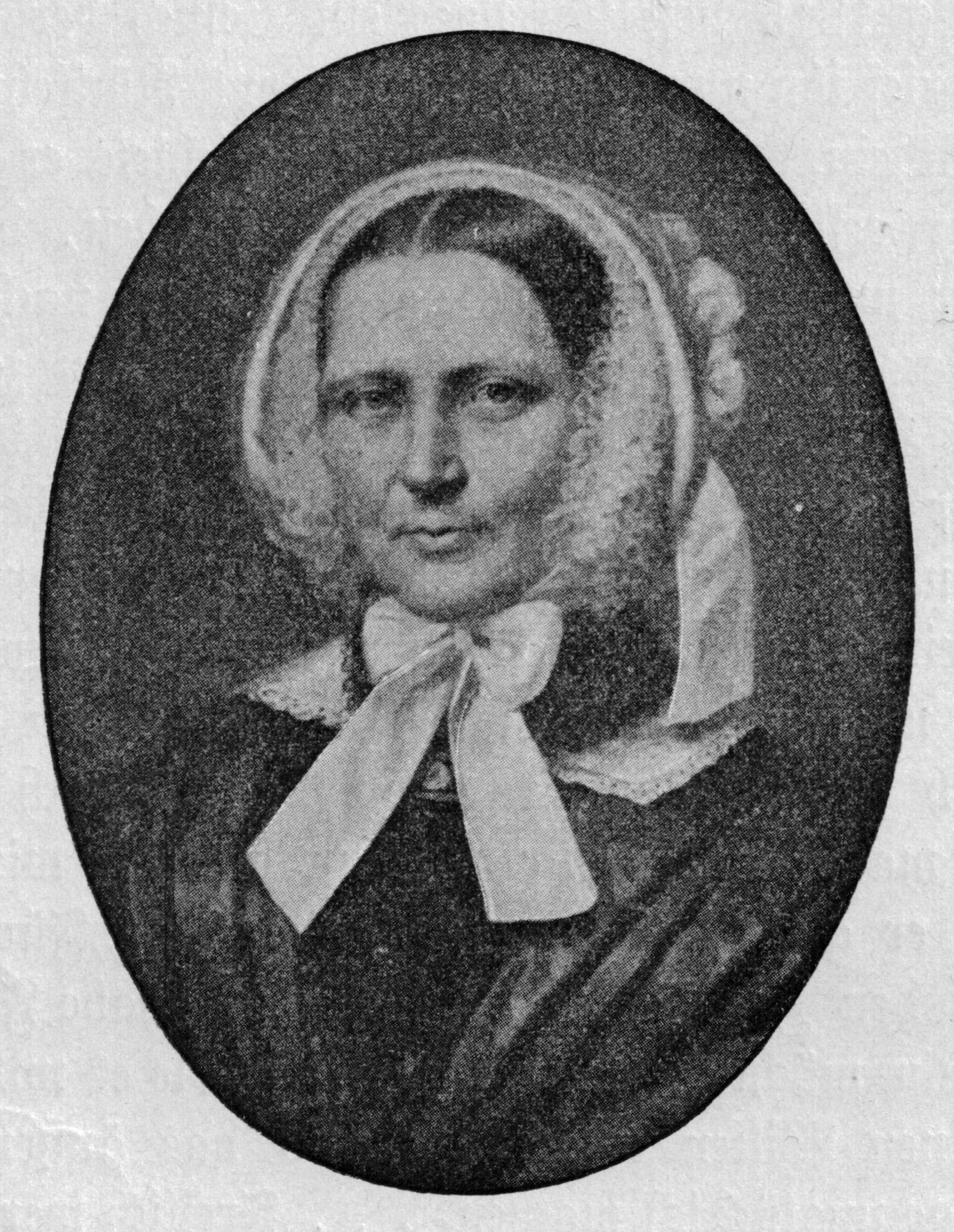
Arndts zweite Ehefrau „Nanna“ Schleiermacher

Im April 1817 verlobte sich Arndt in Berlin mit Anna Maria Schleiermacher, einer Schwester des Theologen Friedrich Schleiermacher, die er am 18. September des gleichen Jahres heiratete. In diesem Jahr erschienen auch seine Märchen und Jugenderinnerungen und der vierte Teil von Geist der Zeit. Er ging an die von Preußen in Bonn errichtete Rheinische Friedrich-Wilhelms-Universität, wo er 1818 Professor für Geschichte wurde. Sein Jahresgehalt betrug 1500 Taler.
Im Jahr 1819 veröffentlichte Arndt das Gedicht Der Fels des Heils in seiner Schrift Von dem Wort und dem Kirchenliede. Es lehnt sich an die Bibelstelle „Ich weiß, an wen ich glaube“ aus 2. Timotheus 1,12  an. Noch zu Arndts Lebzeiten wurde das Lied in zahlreiche Gesangbücher aufgenommen. Es ist heute unter dem Titel Ich weiß, woran ich glaube im Evangelischen Gesangbuch enthalten. Die Melodie stammt von Heinrich Schütz aus dem Jahr 1628 in einer minimal veränderten Version von 1661.
Arndts akademisches Wirken in Bonn war nur von kurzer Dauer. 1819 wurden seine Papiere im Rahmen der Demagogenverfolgungen infolge der Karlsbader Beschlüsse wegen des vierten Bandes von Geist der Zeit und Privatäußerungen beschlagnahmt, er selbst am 10. November 1820 von seinem Lehramt suspendiert. Im Februar des folgenden Jahres wurde ein Verfahren wegen „demagogischer Umtriebe“ gegen ihn eröffnet. Es endete ohne Ergebnis. Arndts Forderung einer Ehrenerklärung wurde nicht erfüllt, er selbst aber auch nicht für schuldig erklärt. Bei Weiterbezug seines Gehaltes wurde ihm die Erlaubnis entzogen, an der Universität Vorlesungen zu halten. 1826 musste Arndt sein Professorenamt ganz niederlegen. Erst 1840 wurde er durch Friedrich Wilhelm IV. rehabilitiert. Eine Schilderung des Prozesses gab Arndt in dem Notgedrungenen Bericht aus meinem Leben, aus und mit Urkunden der demagogischen und antidemagogischen Umtriebe (1847).
Auch im Privatleben musste Arndt mit Schicksalsschlägen fertigwerden. 1834 ertrank sein jüngster Sohn Wilibald im Rhein. Sein Sohn Sigerich Arndt wurde gegen den erbitterten Widerstand seines Vaters, der der Burschenschaft zugeneigt war und das Prinzip politischer Neutralität strikt ablehnte, Mitglied des Corps Rhenania Bonn. 1841 wurde Arndt Rektor der Bonner Universität und lehrte und publizierte bis zu seiner Emeritierung 1854.
Am 18. Mai 1848 zog Arndt als Abgeordneter für Solingen in die Frankfurter Nationalversammlung ein. Er blieb fraktionslos, war aber Mitglied der Kaiserdeputation. Der preußische König Friedrich Wilhelm IV. hatte Arndt schon vor der Konstituierung der Versammlung geschrieben, dass er die von einem demokratischen Parlament angebotene Krone nicht annehmen werde. Am 20. Mai 1849 legte Arndt sein Mandat nieder und widmete sich wieder dem akademischen Leben.

### Lebensabend

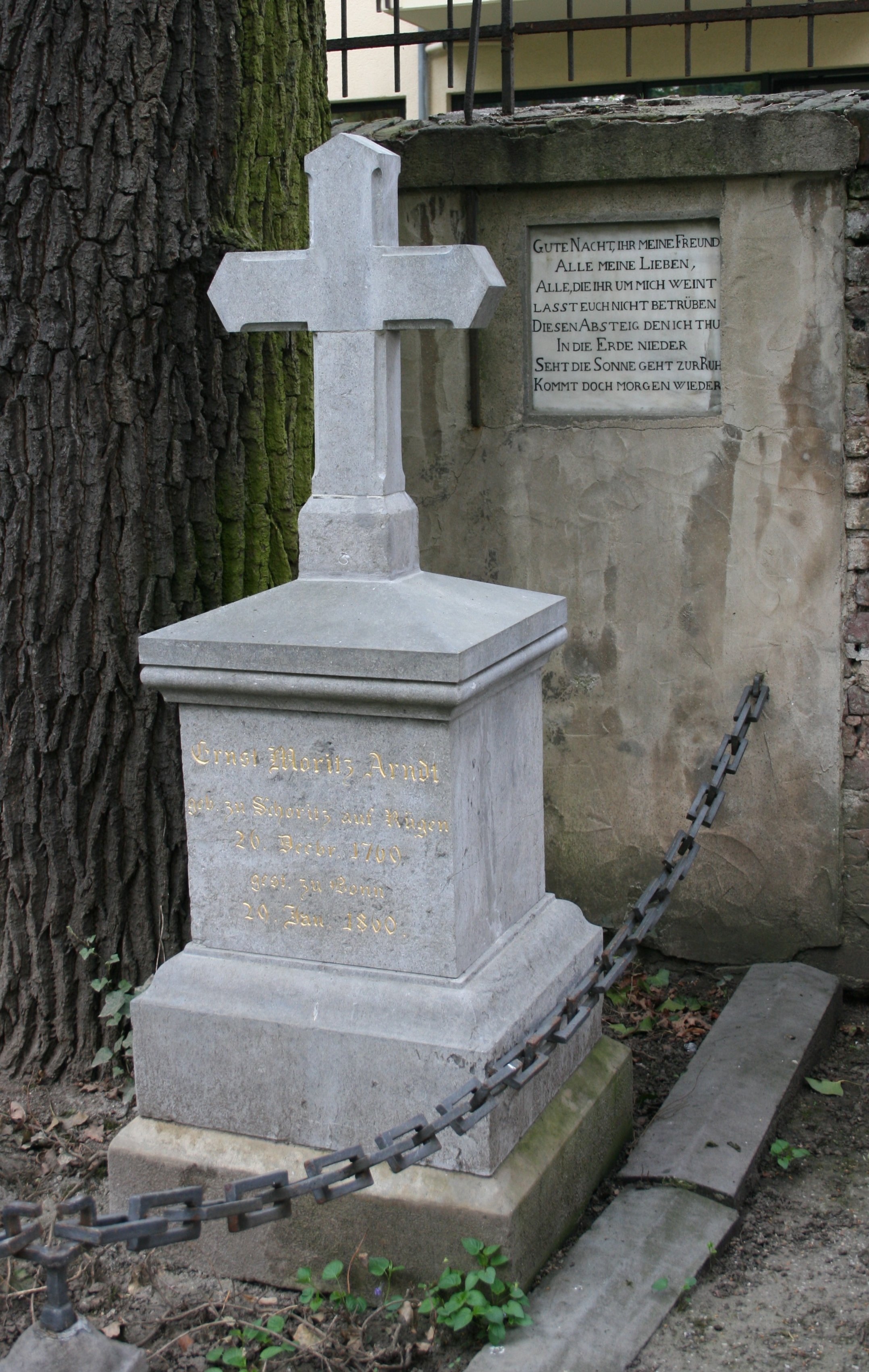
Grabstätte auf dem Alten Friedhof in Bonn

Arndt blieb weiter aktiv als patriotischer Literat. Er verfasste Blätter der Erinnerung, meistens um und aus der Paulskirche in Frankfurt (1849), Mahnruf an alle deutschen Gauen in betreff der schleswig holsteinischen Sache (1854), Pro populo germanico (1854), Blütenlese aus Altem und Neuem (1857) und Meine Wanderungen und Wandelungen mit dem Reichsfreiherrn H. K. Fr. vom Stein (1858). Wegen einer Generalfeldmarschall Carl Philipp von Wrede und das bayerische Militär verleumdenden Stelle in der letztgenannten Schrift wurde Arndt vor das Schwurgericht in Zweibrücken geladen und in Abwesenheit zu einer Gefängnisstrafe verurteilt.
1858 widmeten Hermann und Moritz Schauenburg Arndt die erste Ausgabe des Allgemeinen deutschen Kommersbuches. Diese Widmung und ein Faksimile seiner Antwort werden bis heute in jeder Auflage des Kommersbuches abgedruckt. Unter allgemeiner öffentlicher Teilnahme feierte Arndt 1859 seinen 90. Geburtstag. Er starb kurz darauf am 29. Januar 1860. Sein Grab befindet sich auf dem Alten Friedhof in Bonn.

## Verhältnis zu Frankreich und dem Judentum

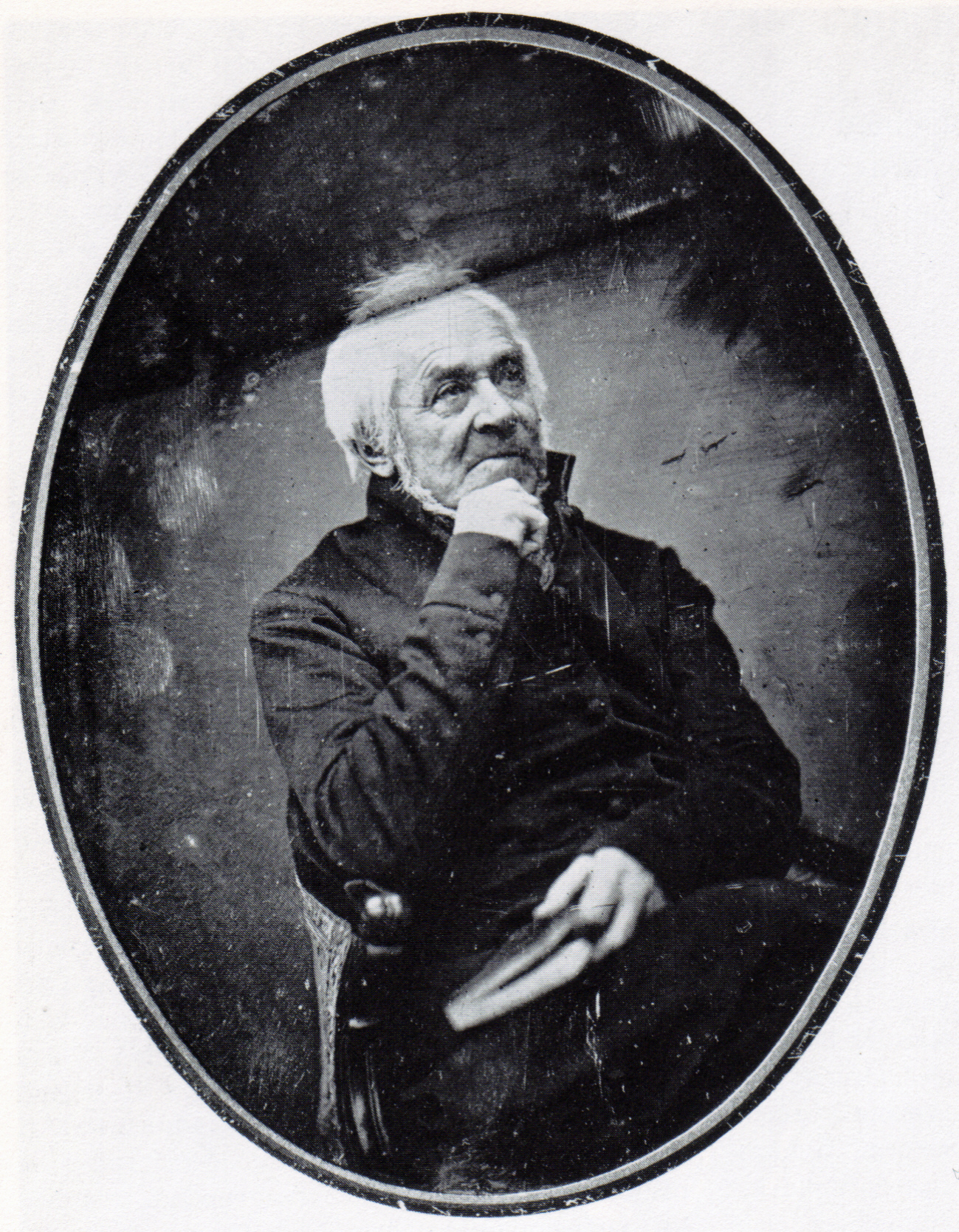
Ernst Moritz Arndt als Mitglied der Frankfurter Nationalversammlung

Arndts Bild vom Deutschen geht von einem ursprünglich „reinen“ Zustand des Volkes aus, der bewahrt werden müsse:

„Die Deutschen sind nicht durch fremde Völker verbastardet, sie sind keine Mischlinge geworden, sie sind mehr als viele andere Völker in ihrer angeborenen Reinheit geblieben […]; die glücklichen Deutschen sind ein ursprüngliches Volk“

Dabei argumentiert Arndt bereits in grundsätzlich rassischen Kategorien, wenn er schreibt:

„Erstlich ist jede zu häufige Mischung der Völker mit fremden Stoffen durchaus ein Verderben, das widerstreitende Triebe und Anlagen hervorbringt und die Eigenthümlichkeit und Kraft des Karakters eines Volkes zerstört.“

Arndt betrieb sehr scharfe antifranzösische Propaganda, in der er die Deutschen zum Hass gegen das französische Volk aufforderte:

„Wenn ich sage, ich hasse den französischen Leichtsinn, ich verschmähe die französische Zierlichkeit, mir missfällt die französische Geschwätzigkeit und Flatterhaftigkeit, so spreche ich vielleicht einen Mangel aus, aber einen Mangel, der mir mit meinem ganzen Volke gemein ist. Ebenso kann ich sagen: Ich hasse den englischen Übermut, die englische Sprödigkeit, die englische Abgeschlossenheit. Diese gehassten und verachteten und getadelten Eigenschaften sind an sich noch keine Laster, sie hängen bei den Völkern, die sie tragen, vielleicht mit großen Tugenden zusammen, die mir und meinem Volke fehlen. Darum lasst uns die Franzosen nur recht frisch hassen, lasst uns unsre Franzosen, die Entehrer und Verwüster unserer Kraft und Unschuld, nur noch frischer hassen, wo wir fühlen, dass sie unsere Tugend und Stärke verweichlichen und entnerven.“

Er warnte auch vor zu engem Kontakt mit dem Judentum: Zwar sei durch den Übertritt zum Christentum in der zweiten Generation der „Same Abrahams“ kaum noch zu erkennen, schädlich aber seien die „Tausende, welche die russische Tyrannei uns nun noch wimmelnder jährlich aus Polen auf den Hals jagen wird“, „die unreine Flut von Osten her“. Er warnte vor einer angeblichen jüdisch-intellektuellen Verschwörung, „Juden oder getaufte und … eingesalbte Judengenossen“ hätten sich der Literatur „wohl zur guten Hälfte bemächtigt“ und verbreiteten „ihr freches und wüstes Gelärm, wodurch sie … jede heilige und menschliche Staatsordnung als Lüge und Albernheit in die Luft blasen möchten.“ Das lange „unstäte Daseyn“ hätte aus ihnen „das Gemeine, Kleinliche, Feige und Geitzige hervorgelockt“, sie seien „jeder schweren Mühe und jeder harten Arbeit ungeduldig“ und würden daher nach jedem „leichten und flüchtigen Gewinn“ streben. Forderungen nach Dialog, Humanität und Toleranz gegenüber Juden bezeichnete Arndt als „Allerweltsphilosophie und Allerweltliebe“, die Zeichen von „Schwächlichkeit und Jämmerlichkeit“ seien. Noch im Alter wandte sich Arndt gegen die „unruhigen, neugierigen und alles betastenden und umwühlenden Hebräer“.
Seine Hassvorstellungen über Franzosen und Juden gingen ineinander über, er nannte die Franzosen „das Judenvolk“. Franzosen waren ihm „verfeinerte schlechte Juden“. Er unterstellte ihnen Menschenhandel: „In alle Kreise […] der teutschen Zunge (ergingen) Befehle, Listen einzuschicken über die mannbaren teutschen Jungfrauen, welche durch Vermögen, Schönheit und Anmuth glänzten. Diese sollten nach Frankreich abgeführt und an Franzosen vergeben werden. Hätte dies ausgeführt werden können, wie bald wäre diesseits des Rheins die edle deutsche Art verbastardet worden.“ Er meinte, die meisten Französinnen seien „verbuhlt und unzüchtig […] in der zischelnden und flüsternden und gurgelnden Schlangensprache selbst liegt schon das Schlüpfrige, Gleisende [für: Gleißende], Verführerische und Sündliche.“ Wollten Personen von westlich des Rheins ins Land, so solle man Zölle erheben, wie beim Vieh: „Ein Artikel, der mehr der Ueppigkeit dient, als der Viehzucht schadet, wird jährlich in Teutschland eingeführt, nemlich Franzosen und Juden. Doch der teutschen Menschenzucht ist er äußerst schädlich, sowohl in Hinsicht der Vergiftung der ächten teutschen Sitten, als der Verschlechterung des edlen teutschen Stammes.“ Weiter schrieb er: „Ich werde mein ganzes Leben arbeiten, daß die Verachtung und der Haß auf dieses Volk die tiefsten Wurzeln schlägt.“ 1815 hieß es bei Arndt über die Franzosen: „Juden […] nenne ich sie wieder, nicht bloß wegen ihrer Judenlisten und ihres knickerigen Geitzes, sondern mehr noch wegen ihres judenartigen Zusammenklebens.“ Arndt hatte überdies Kontakt zu Heinrich Eugen Marcard und äußerte sich in einem persönlichen Schreiben zustimmend zu dessen antisemitischer Publizistik.
Kritisiert wurde häufig auch das aus heutiger Sicht martialisch bzw. militaristisch wirkende
von Arndt gedichtete Vaterlandslied der Freiheitskriege:
Der Gott, der Eisen wachsen ließ,

der wollte keine Knechte,

drum gab er Säbel, Schwert und Spieß

dem Mann in seine Rechte;

drum gab er ihm den kühnen Mut,

den Zorn der freien Rede,

dass er bestände bis aufs Blut,

bis in den Tod die Fehde.
Damit einher ging bei Arndt eine fast sakrale Überhöhung des Deutschtums und des Nationalen. So lässt er in einer Schrift Gott sprechen:

„Und weil ihr das Herz sein solltet von Europa, seid ihr mir lieb gewesen, wie mein eigenes Herz, und werdet mir lieb bleiben ewiglich.“

In Hinblick auf deutsche Persönlichkeiten stellte er die Frage: „Wo ist das Volk, wo der Mann in Europa, der vor diesen deutschen Namen nicht anbetend niederfällt?“ Um zum Kampf gegen die Franzosen und Napoleon aufzurufen, nahm er Bezug auf die Varusschlacht und die Kämpfe der Germanen gegen die Römer: „So ziehen wir aus zu Hermanns Schlacht/ Und wollen Rache Üben“. An anderer Stelle äußert er sich allerdings skeptisch gegenüber einer überbordenden Rückbesinnung auf Germanen und Mittelalter:

„Durch unsere deutsche Geschichte läuft ein wunderlicher Wahn, woraus ich gar nicht klug werden kann. Wenn die Deutschen über die traurige Gegenwart klagen, so nehmen sie den Mund so gerne voll von der Allmacht und unüberwindlichen Furchtbarkeit und Stärke ihrer Altvordern im Mittelalter. Ich habe mich danach umgesehen, sie aber nirgends so gefunden. Freilich, wenn man in der ältesten Zeit alles, was germanisch ist, deutsch nennt […]“

## Wirkung und Bewertung

### Zu Lebzeiten

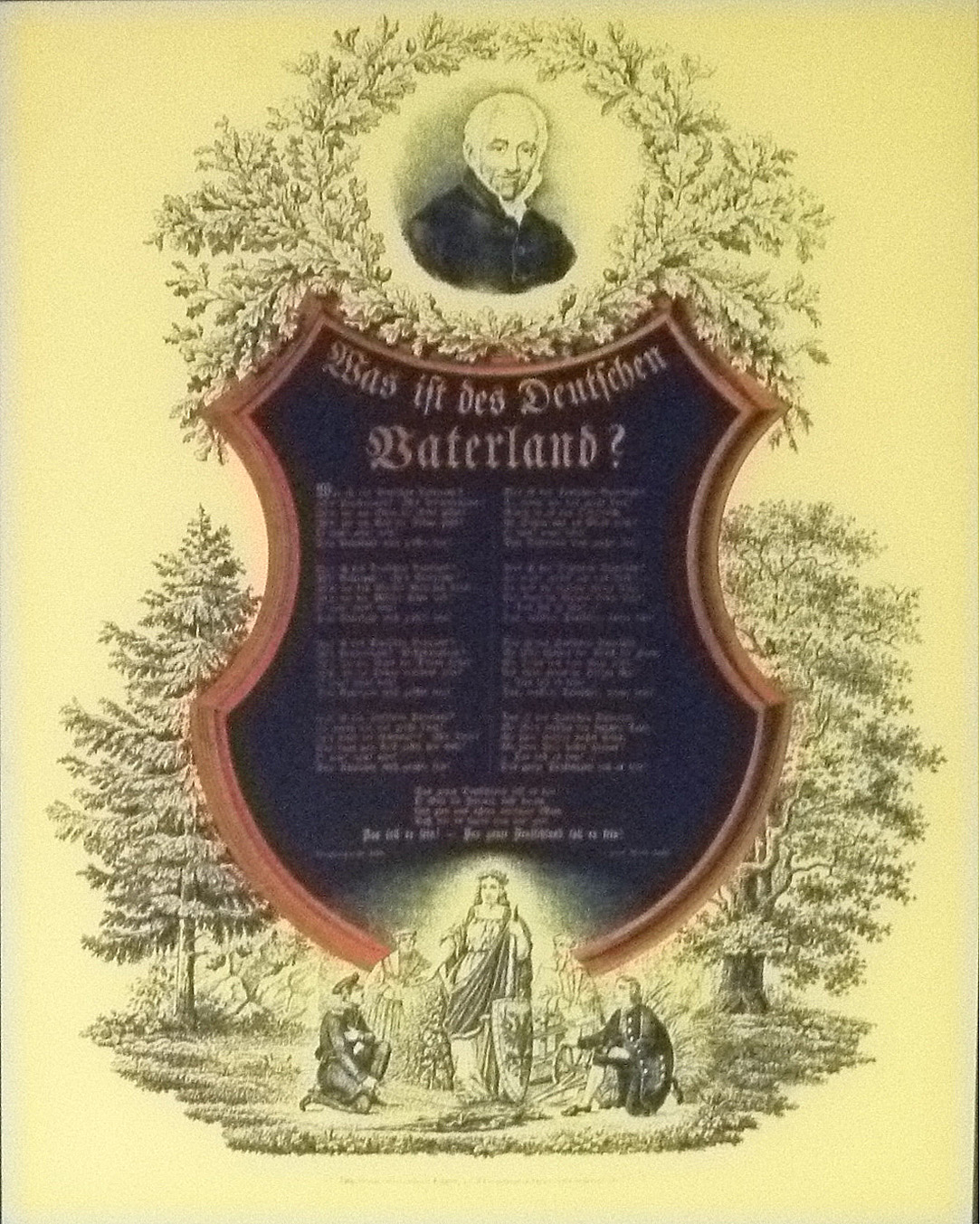
„Was ist des Deutschen Vaterland“

Zu Lebzeiten wurde Arndt hoch verehrt und gefeiert, seine Schriften führten zur Gründung patriotischer Vereinigungen, unter anderem in Gießen, Heidelberg und Marburg, die als Vorgänger der Burschenschaften angesehen werden können. Sein Lied Was ist des Deutschen Vaterland? war lange Zeit die inoffizielle Hymne der deutschen Einigungsbewegung. Für Arndt wurde eine Reihe von Denkmälern errichtet, beispielsweise in Bonn und Stralsund.
Julius Mosen verfasste 1860 als Nachruf das Gedicht Das Dichtergrab am Rhein.
Arndts erklärtes Ziel war es, mit seinen Texten über den Kreis der Gebildeten hinaus zu wirken; er bemühte sich daher um eine allgemeinverständliche Sprache. Er war sich im Klaren darüber, dass einige seiner Publikationen, wie zum Beispiel die Schriften Geist der Zeit, nur Leser in gebildeten Schichten finden würden, und arbeitete daher Teile davon um in ein einfacher gehaltenes Volksbuch. Dessen Auflagen waren 1813/1814 innerhalb weniger Monate vergriffen. Die Flugschriften Arndts sollten den gebildeten wie auch den ungebildeten Leser ansprechen. Er bediente sich bewusst einer Sprache, die „einfältig, klar und ohne alle Klügelei des Worts“ war.
Häufig wird die Breitenwirkung Arndts hervorgehoben, die aber schwer differenziert einzuschätzen ist. Während Arndts antifranzösische Ressentiments wohl auf fruchtbaren Boden fielen, lässt sich der Erfolg seines nationalen Engagements kaum bemessen. In der Forschung ist die Meinung vorherrschend, dass in die Landbevölkerung zwar ein „vages gemeindeutsches Empfinden“ eingegangen sein mag, jedoch der Landespatriotismus und die Verbundenheit mit dem jeweiligen Herrscher dominierte.

### Im Nationalsozialismus
Die Nationalsozialisten betrachteten Arndt als einen ihrer Vordenker, etwa wegen solcher Ausführungen:

„Es wird ja hoffentlich einmal eine glückliche deutsche Stunde für die Welt kommen und auch ein gottgeborener Held, […] der mit scharfem Eisen und mit dem schweren Stock, Scepter genannt, [das Reich] zu einem großen würdigen Ganzen zusammenschlagen kann.“

Kurz nach der Machtübernahme durch die Nationalsozialisten beantragte der örtliche Leiter des Stahlhelms die Benennung der Greifswalder Universität nach Arndt. Das preußische Staatsministerium erteilte die Bewilligung im Mai 1933, da Arndt „stets für die Freiheit, die Ehre und die Macht des Deutschen Vaterlandes an erster Front gekämpft“ habe. Die 1935 in Berlin-Zehlendorf eingeweihte Kirche erhielt den Namen Ernst-Moritz-Arndt-Kirche; angesichts des erstarkenden Neuheidentums galt Arndt den Verantwortlichen als Kronzeuge dafür, dass man sehr wohl ein guter Christ und ein Patriot sein konnte. Im Juli 1943 beriefen sich die Gegner Adolf Hitlers in der Wehrmacht auf der Gründungsversammlung des Nationalkomitees Freies Deutschland ebenfalls auf Arndt, der geschrieben hatte:

„Denn wenn ein Fürst seinen Soldaten befiehlt, Gewalt zu üben gegen die Unschuld und das Recht, […] müssen sie nimmer gehorchen.“

### Nachkriegszeit

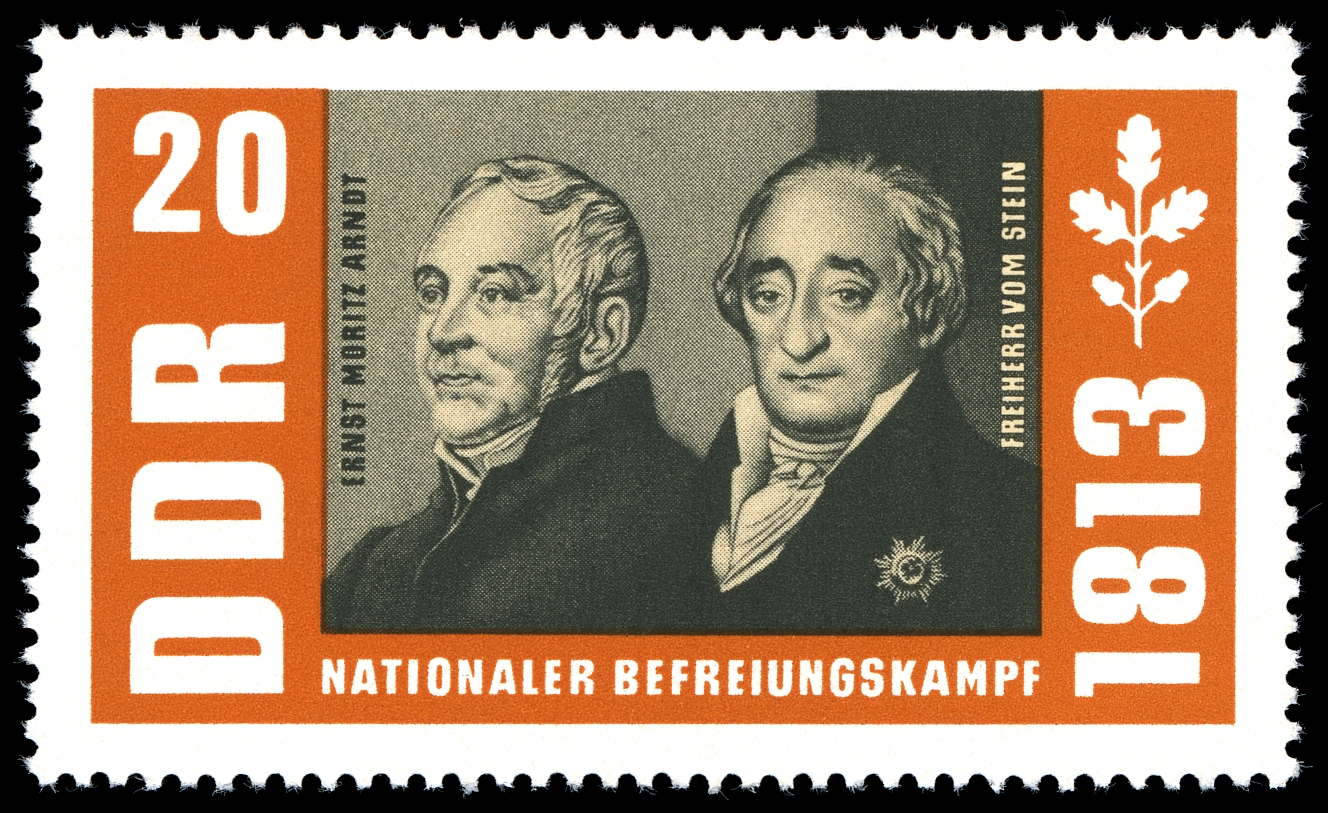
20 Pfennig-Sondermarke der DDR-Post (1963) mit Porträts von Arndt und des Freiherrn vom Stein (Serie „150. Jahrestag der Befreiungskriege“)

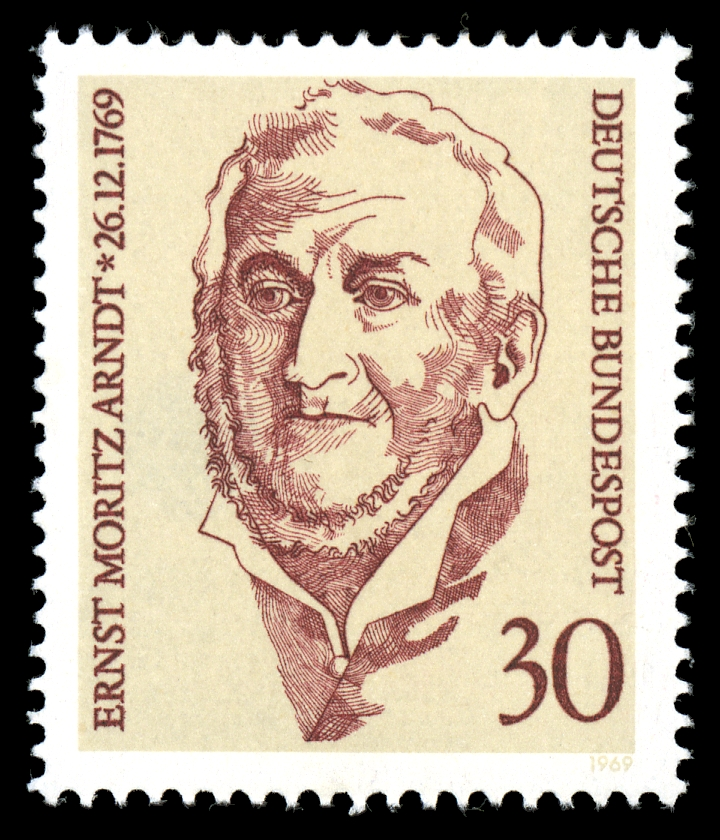
30 Pfennig-Sondermarke der Deutschen Bundespost (1969) mit einem Porträt Arndts

Auch die DDR nahm Arndt als Kämpfer gegen Feudalismus und Vorbild für die Freundschaft mit Russland für sich in Anspruch. Der Nationalrat der DDR verlieh an Kulturschaffende die Ernst-Moritz-Arndt-Medaille, die über den Worten Das ganze Deutschland soll es sein Arndts Porträt zeigte. Bekannte Empfänger der Medaille waren neben anderen Johannes R. Becher und Karl-Eduard von Schnitzler.

### Denkmale und Namensträger

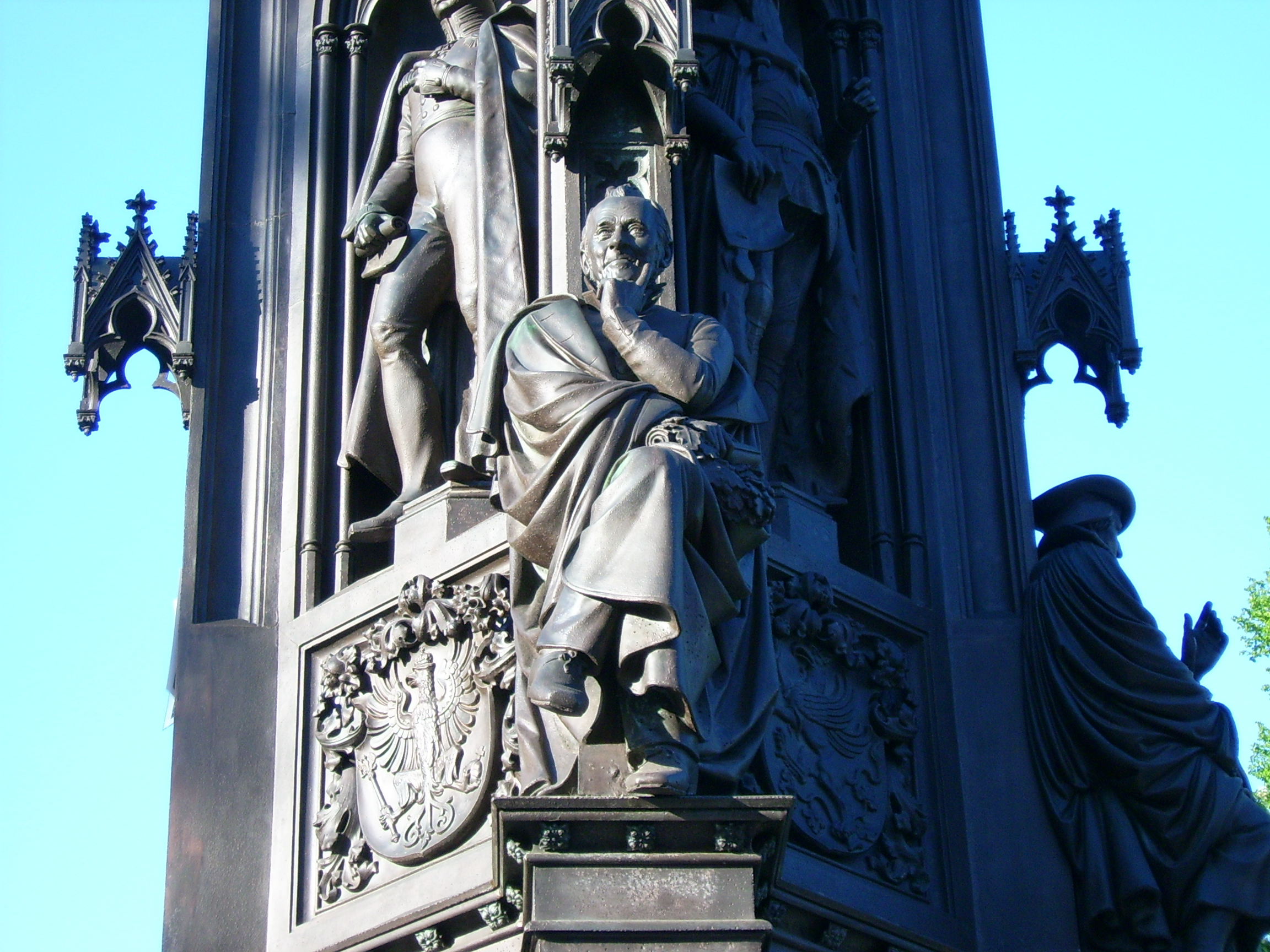
Arndt auf dem anlässlich der 400-Jahr-Feier der Universität im Jahre 1856 errichteten Rubenow-Denkmal in Greifswald

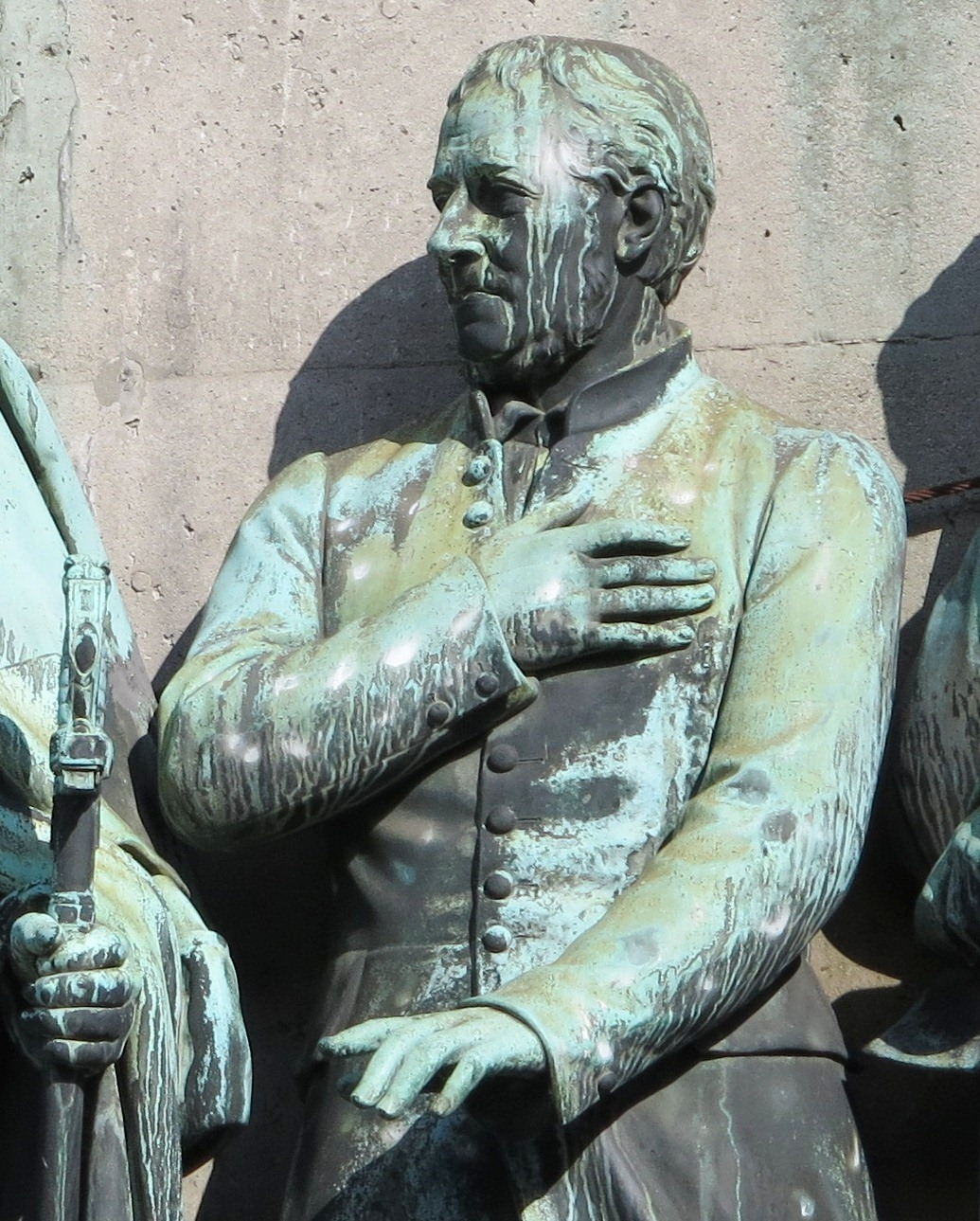
E.M. Arndt als Assistenzfigur am Reiter-Denkmal für Friedrich Wilhelm III. von Preußen auf dem Heumarkt in Köln

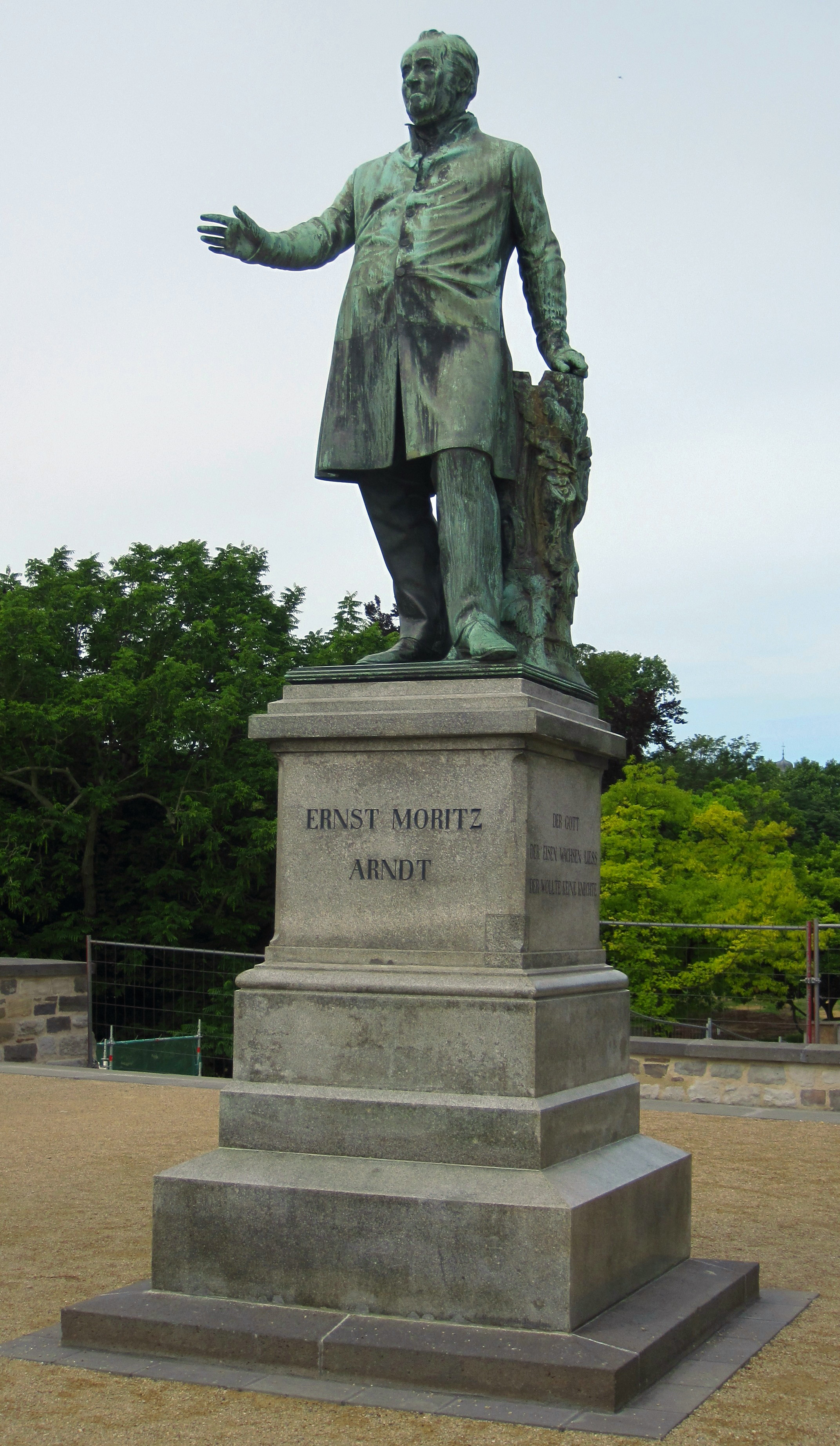
Denkmal am Alten Zoll (2017)

In Berlin wurde bereits im 19. Jahrhundert ein Denkmal für Ernst-Moritz-Arndt geschaffen und in Westend auf dem Gelände der Wasserwerke Westend aufgestellt. Wegen der Erweiterung der Siedlungsstruktur im Ortsteil Neu-Westend zu Beginn des 20. Jahrhunderts wurde der Abbau des Denkmals beschlossen, das zudem in einem stark vernachlässigten Zustand war. Zugleich war damit die Hoffnung verbunden, dass „das Denkmal hoffentlich anderweitig zur Aufstellung gelangen wird“.
Die Ernst-Moritz-Arndt-Plakette ist die höchste vom Bund der Vertriebenen, Landesverband Nordrhein-Westfalen, vergebene Auszeichnung.
1992 wurde die Ernst-Moritz-Arndt-Gesellschaft e. V. gegründet, welche die wissenschaftliche Erforschung des Lebens und des Wirkens von Arndt im Kontext seiner Zeit und in der Nachwirkung auf spätere Epochen fördert und betreibt.
2001 wurde der Asteroid (16714) Arndt nach ihm benannt.
Den Namen Arndts tragen bzw. trugen – neben einigen Straßen – in Deutschland unter anderem folgende Objekte:
- Universität Greifswald von 1933 bis 2018: Ernst-Moritz-Arndt-Universität Greifswald
- Ernst-Moritz-Arndt-Gemeindeheim in Berlin-Altglienicke
- das Dampfschiff Ernst Moritz Arndt der DSR (1958–1968)
- Ernst-Moritz-Arndt-Realschule Kreuztal
- Ernst-Moritz-Arndt-Kaserne in Hagenow
- Ernst-Moritz-Arndt-Kaserne in Neustadt (Hessen)
- Ernst-Moritz-Arndt-Gymnasium (EMA) Remscheid, wurde 2022 umbenannt in EMMA – Emma-Herwegh-Gymnasium[23]
- Ernst-Moritz-Arndt-Gymnasium Bonn
- Arndt-Gymnasium Dahlem (AGD) in Berlin-Dahlem
- Ernst-Moritz-Arndt-Gymnasium in Bergen auf Rügen
- Ernst-Moritz-Arndt-Gymnasium in Herzberg am Harz
- Ernst-Moritz-Arndt-Kirche und -Gemeinde in Berlin-Zehlendorf (Im Mai 2019 beschloss die Gemeinde, den Namen abzulegen; seit April 2022: Emmaus-Gemeinde.[24])
- Ernst-Moritz-Arndt-Turm in Bergen auf Rügen
- Ernst Moritz Arndt Chor in Berlin[25]

### Gegenwart

#### Einschätzung durch die Wissenschaft
In der Forschung wird Arndt heute als ein wichtiger Vordenker des deutschen Nationalismus, teilweise auch des Antisemitismus gesehen. Der Historiker Hans-Ulrich Wehler beschreibt das Sendungsbewusstsein der frühen deutschen Nationalisten unter anderem am Beispiel Arndts, der „den Nationalismus zum Religionsersatz erhoben“ habe. Sie hätten in der Nation kein Endziel gesehen, sondern ein Mittel zur kulturellen Veredlung der gesamten Menschheit. Insofern sei Arndts Nationalismus verbunden gewesen mit einem „weltbürgerlichen Idealismus, der in der geeinten Nation das Instrument zur Lösung universeller Kulturaufgaben sah“. Darin sei zwar der Glaube an eine deutsche Überlegenheit enthalten, aber keine Vorstellung eines Herrenmenschentums oder einer deutschen Weltherrschaft. Dies sei ebenso wie Arndts Betonung der inneren Freiheit, der er einen ebenso großen Wert beigemessen habe wie der nationalen Einheit, am Ende des 19. Jahrhunderts vom extremen Nationalismus, der sich immer auf Arndt berief, weggewischt worden.
Der Historiker Heinrich August Winkler nennt Arndt neben Friedrich Ludwig Jahn und Johann Gottlieb Fichte einen „Klassiker des deutschen Nationalismus“. Er zitiert aus Arndts Über Volkshass von 1813 frankophobe Äußerungen („Ich will den Haß gegen die Franzosen nicht bloß für diesen Krieg, ich will ihn für lange Zeit, ich will ihn für immer“) ebenso wie seine Bekenntnisse zur Demokratie, denn für ihn habe es zwischen Einheit und Freiheit keinen Gegensatz gegeben. Gleichwohl habe er Volk, Sprache und Kultur als objektive Größen gesehen und mit ihnen seine Forderungen nach Zugehörigkeit des Elsass oder der Schweiz zu Deutschland begründet.
Der Germanist Jürgen Schiewe sieht in Arndts Schriften Über Volkshaß (1813) und Entwurf einer teutschen Gesellschaft (1814) eine „äußerst problematische Instrumentalisierung der Sprache für nationalistische Zwecke“: Arndt habe die deutsche Sprache nicht nur benutzt, um ein deutsches Nationalbewusstsein zu konstruieren, sondern auch um ihre Superiorität gegenüber dem Französischen zu behaupten. In der deutschen Sprache drücke sich für Arndt die öffentliche Meinung aus, doch diese verstehe er nicht liberal, sondern als – zur Not auch erzwungenen – Ausdruck des deutschen „Volksgeists“. Nach Arndt solle die öffentliche Kommunikation nicht frei, sondern zielgerichtet stattfinden, nämlich „hin auf ein in der Geschichte niedergelegtes Ideal eines ‚heiligen teutschen Vaterlandes‘“.
Christian Jansen verweist ebenfalls auf die „Biologisierung politischer Kategorien“ durch Arndt, den er als „Vordenker“ des deutschen Nationalismus bezeichnet. Mit seinem Konzept von Sprache als „einzige giltige Naturgrenze“ eines Volkes habe er sich gegen die französische Vorstellung einer geomorphologischen Grenzziehung abgesetzt. Diese ethnische Definition dessen, was deutsch sei, habe bei ihm nicht nur zum Hass auf Frankreich, sondern auch zu einer manifesten Judenfeindschaft geführt. Juden und kosmopolitische Intellektuelle habe er „aus der Gemeinschaft der guten deutschen ausgeschlossen“.
Der Antisemitismusforscher Clemens Escher verweist auf Arndts nationale Leidenschaft, die für ihn zur Religion geworden sei. Arndt habe in diesem Zusammenhang „auch über Blutreinheit und Volkscharaktere schwadroniert“ und dabei auch antisemitische Polemiken veröffentlicht. Insbesondere den Ostjuden, jener „unreinen Flut vom Osten her“, warf er vor, den „germanischen Stamm“ unrein zu machen. Seine Judenfeindschaft sei aber nicht wie die der Nationalsozialisten biologisch begründet, als Vorläufer eines Rassenantisemitismus könne man Arndt daher nicht bezeichnen.

#### Diskussion um die Umbenennung der Greifswalder Universität
Im Jahr 2009 wurden an der Ernst-Moritz-Arndt-Universität 1400 Unterschriften für eine Umbenennung in „Universität Greifswald“ gesammelt. Als Grund wurden seine antisemitischen Äußerungen genannt. An der Abstimmung vom 11. bis 15. Januar 2010 nahmen rund 23 Prozent der 12.300 Studierenden teil. Mit 56 Prozent der Abstimmenden sprach sich die Mehrheit gegen die angestrebte Umbenennung aus. Vorerst beendete der Senat den Streit am 17. März 2010, als 22 von 36 Senatoren für die Beibehaltung des Namens stimmten. Am 18. Januar 2017 kam es zu einer erneuten Abstimmung des Senats der Universität Greifswald über den Namenspatron. Dabei sprachen sich diesmal 24 von 36 Senatoren für ein Ablegen des Namens Ernst Moritz Arndt aus. Auf Grund von Rechtsmängeln im Verfahren verweigerte das Bildungsministerium der Senatsentscheidung die Zustimmung. Am 17. Januar 2018 beschloss der Akademische Senat der Greifswalder Universität erneut, den Namen Ernst Moritz Arndt abzulegen, wobei nach einer Kompromissformel Arndts Name zu bestimmten Anlässen der offiziellen Bezeichnung Universität Greifswald vorangestellt werden kann. Diese Änderung trat am 1. Juni 2018 in Kraft.

#### Diskussion um Straßenbenennungen
Am 22. Januar 2020 beschloss der Leipziger Stadtrat auf Antrag des Abgeordneten Thomas Kumbernuß (Die PARTEI, Mitglied der Linksfraktion), die Arndtstraße in „Hannah-Arendt-Straße“ umzubenennen. Als Grund hatte Kumbernuß „antisemitische, rassistische, nationalistische, frankophobe und militaristische Tiraden“ Arndts angeführt. Nach einer Debatte um die historische Benennung von Straßennamen im Allgemeinen, angestoßen durch eine Petition „Arndt bleibt Leipziger – Keine Umbenennung der Arndtstraße“, hob der Stadtrat am 16. September 2020 seinen Beschluss vom Januar auf.
Eine vom Grazer Gemeinderat eingesetzte Historikerkommission beschreibt Arndt 2017 als ambivalente Person, bei deren Verhalten sowohl antijüdische als auch antifranzösische Tendenzen sichtbar seien. Aufgrund seiner rassistisch-nationalistischen Tendenzen sei er im Nationalsozialismus verehrt worden. In Graz soll eine Zusatztafel angebracht werden.
In Dortmund wurde die Arndtstraße 2024 der Holocaustüberlebenden Ilse Arndt umgewidmet.

#### Diskussion um Schulbenennungen
Eine Reihe von Schulen war oder ist nach Ernst Moritz Arndt benannt. Verschiedene Versuche, eine Umbenennung des von den Nazis im Jahr 1938 benannten Ernst-Moritz-Arndt-Gymnasiums Bonn anzuregen, scheiterten bisher. Allerdings versucht die Schule, der Person Arndt im Schulprogramm und im Geschichtsunterricht kritisch zu begegnen. Auch Bestrebungen zur Umbenennung anderer Ernst-Moritz-Arndt-Schulen, etwa in Osnabrück und Greifswald, schlugen fehl.
Das ehemalige Ernst-Moritz-Arndt-Gymnasium in Remscheid heißt seit dem 1. Januar 2022 Emma-Herwegh-Gymnasium. Damit folgte der Hauptausschuss der Stadt Remscheid einem Antrag der Schule. Zum 1. März 2023 wurde die Ernst-Moritz-Arndt-Schule in Itzehoe umbenannt in Grundschule Schäferkoppel Itzehoe.

## Bibliographie
Neben politischen Schriften veröffentlichte Arndt Märchen- und Sagensammlungen sowie religiöse Gedichte, von denen zwei im Evangelischen Gesangbuch stehen (EG 213 Kommt her, ihr seid geladen und EG 357 Ich weiß, woran ich glaube).

### Lyrik, Prosa und Dramatik
- Der Storch und seine Familie. Eine Tragödie in 3 Aufzügen, nebst einer Zugabe. Selbstverlag, Greifswald 1804.
- Lieder für Teutsche. 1813.
- Kriegs und Wehrlieder. 1815.
- Gedichte. 1818.
- Mährchen und Jugenderinnerungen. Erster Teil. 1818.
- Mährchen und Jugenderinnerungen. Zweiter Teil. 1843.
- Geistliche Lieder. 1855.
- Gedichte. Vollständige Sammlung mit den Handschriften des Dichters aus seinem 90. Jahr. Weidmann, Berlin 1860. (Digitalisat)

### Politische und historische Schriften

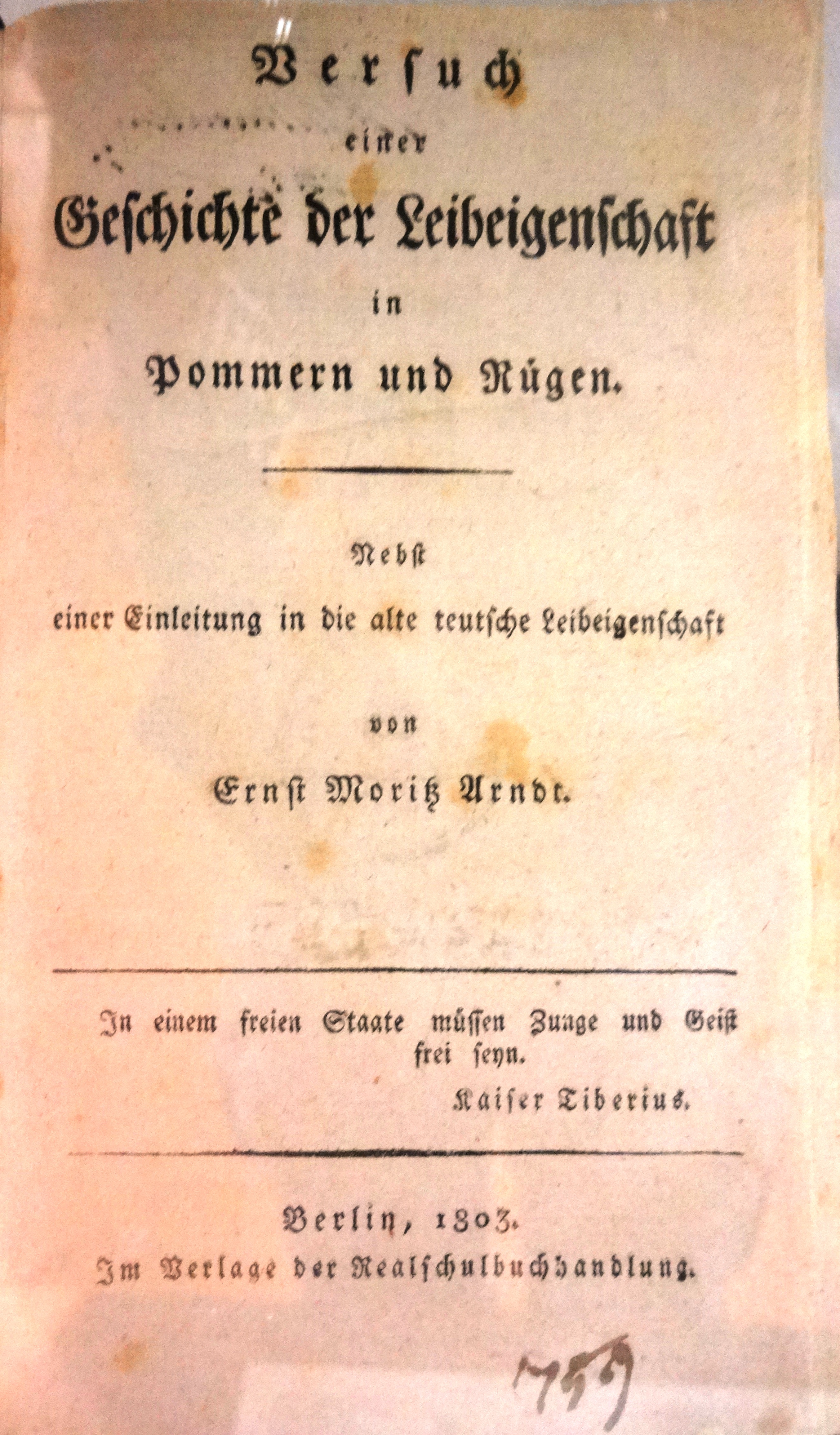
Titelblatt der Geschichte der Leibeigenschaft

- Versuch einer Geschichte der Leibeigenschaft in Pommern und Rügen – Nebst einer Einleitung in die alte teutsche Leibeigenschaft. Realschulbuchhandlung, Berlin 1803, 277 Seiten, (GoogleBooks).
- Geist der Zeit. 4 Teile. Hammerich, Altona 1806–1818. Teil 1, 1806 (2. Auflage: 1807), (GoogleBooks).
- Geist der Zeit 2. 1809.
- Der Rhein, Teutschlands Strom, nicht aber Teutschlands Gränze. Rein, Leipzig 1813, (MDZ Digital Bibliothek).
- Über Volkshaß und über den Gebrauch einer fremden Sprache. Fleischer, Leipzig 1813.
- Über das Verhältnis Englands und Frankreichs zu Europa. Fleischer, Leipzig 1813.
- Das preußische Volk und Heer. Fleischer, Leipzig 1813. (GoogleBooks).
- Die Glocke der Stunde in drei Zügen. St. Petersburg 1813.
- Geist der Zeit 3. 1814.
- Noch ein Wort über die Franzosen und über uns. Rein, Leipzig 1814.
- Ansichten und Aussichten der Teutschen Geschichte. Rein, Leipzig 1814.
- Geist der Zeit 4. 1818.
- Ein Wort über die Pflegung und Erhaltung der Forsten und der Bauern im Sinne einer höheren d. h. menschlichen Gesetzgebung. Königliches Taubstummen-Institut, Schleswig 1820.
- Schwedische Geschichten unter Gustav dem dritten: Vorzüglich aber unter Gustav dem vierten Adolf. Weidmann, Leipzig 1839.
- Noch eine kleine Ausgießung in die Sündfluth. Decker, Berlin 1848.
- Geist der Zeit 5. 1854.
- Mahnruf an alle deutschen Gauen in betreff der schleswig holsteinischen Sache. 1854.
- Pro Populo germanico. 1854.
- Ein Wort von Ernst Moritz Arndt, der Feier am 1. Mai 1814 zu Rödelheim gewidmet. S. l. 1814.

### Philosophische und theologische Schriften
- Fragmente über Menschenbildung I. 1805.
- Fragmente über Menschenbildung II. 1805.
- Fragmente über Menschenbildung III. 1809.
- Kurzer Katechismus für teutsche Soldaten nebst einem Anhang von Liedern. 1813, Digitalisat, Bayerische Staatsbibliothek.
- Katechismus für den teutschen Kriegs- und Wehrmann. 1813.
- Vom Wort und vom Kirchenliede, nebst geistlichen Liedern. 1819.
- Versuch in vergleichenden Völkergeschichten. Weidmann, Leipzig 1842.

### Autobiographisches und Briefe

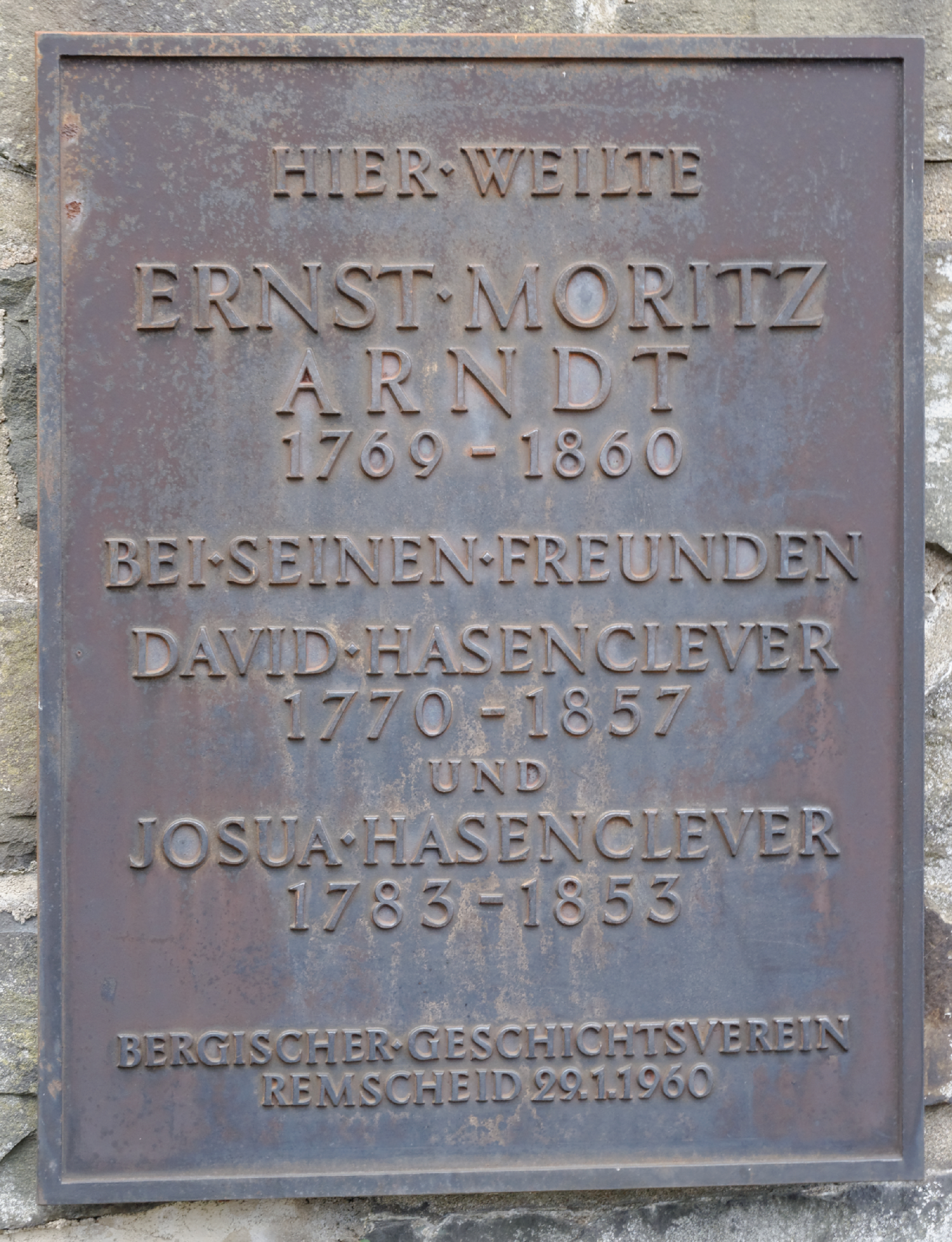
Gedenkplatte zu der Zeit bei David und Josua Hasenclever in Remscheid

- Reisen durch einen Theil Deutschlands, Ungarns, Italiens und Frankreichs in den Jahren 1798 und 1799. Vier Theile. Gräff, Leipzig 1804².
  - Erster Theil, GoogleBooks.
  - Zweyter Theil, GoogleBooks.
  - Dritter Theil, GoogleBooks.
  - Vierter Theil, GoogleBooks.
- Reise durch Schweden im Jahre 1804. Neu herausgegeben und eingeleitet von Heinz von Arndt. Mit einem Vorwort von Uno Willers. Horst Erdmann, Tübingen/Basel 1976, ISBN 978-3-7711-0227-2.
- Briefe an Freunde. Joh. Friedr. Hammerich, Altona 1810.
- Erinnerungen aus Schweden. Eine Weihnachtsgabe. Realschulbuchhandlung, Berlin 1818.
- Erinnerungen aus dem äußeren Leben. 1840. 2. Aufl., GoogleBooks.
- Notgedrungener Bericht aus meinem Leben. 1847.
- Blätter der Erinnerung, meistens um und aus der Paulskirche in Frankfurt. 1849.
- Blütenlese aus Altem und Neuem. 1857.
- Meine Wanderungen und Wandlungen mit dem Reichsfreiherrn Heinrich Carl Friedrich vom Stein. Weidmann, Berlin 1858.
- Briefe an Johanna Motherby, von Wilhelm von Humboldt und Ernst Moritz Arndt. Mit eine Biographie Johanna Motherby's und Erläuterungen. Hg. von Heinrich Meisner, F. A. Brockhaus: Leipzig 1893 (Web-Ressource)
- Meine Wanderungen und Wandlungen mit dem Reichsfreiherrn vom Stein. Weidemann, Berlin 1858; Im Auszug bearbeitet von Oberlehrer A. Otto, Schwann, Düsseldorf 1910 (Digitalisat); mit einem Vorwort von Ricarda Huch. Grethlein, Leipzig 1925; Hoof, Warendorf 2013, ISBN 978-3-936345-52-0.
- Ungedruckte Briefe von Ernst Moritz Arndt aus den Jahren 1814–1851 an den Kaufmann und Fabrikanten Josua Hasenclever in Remscheid-Ehringhausen. In: Beilage zur Allgemeinen Zeitung. München 1905, S. 1–18 (Digitalisat).

### Werkausgaben und Sammlungen
- Ernst Moritz Arndt’s Sämtliche Werke. 14 Bände. Bd. 1–9: Pfau, Leipzig 1894–1902; Bd. 9–14: Magdeburger Verlags-Anstalt, Magdeburg 1909.
- Ernst Moritz Arndts Ausgewählte Werke in sechzehn Bänden. Herausgegeben und mit Einleitungen und Anmerkungen versehen von Heinrich Meisner und Robert Heerds. Max Hesses Verlag, Leipzig.
  - Band 1: Ernst Moritz Arndts Leben und Schaffen. 1908.
  - Band 2–3: Gedichte. 1908.
  - Band 5–6: Märchen und Jugenderinnerungen. 1908.
  - Band 7: Erinnerungen aus dem äußeren Leben. 1908.
  - Band 8: Meine Wanderungen und Wandelungen mit dem Reichsfreiherrn Heinrich Karl Friedrich vom Stein. 1909.
  - Band 9–12: Geist der Zeit, Teil 1–4. 1910.
  - Band 13–16: Kleine Schriften, Teil 1–4. 1910.
- Curt Elwenspoek (Hrsg.): Das Ernst-Moritz-Arndt-Buch. Eine Auswahl der Werke. Stuttgart 1925.

## Bekannteste Gedichte
- Der Gott, der Eisen wachsen ließ[48]
- Klage um den kleinen Jakob[49]
- Sind wir vereint zur guten Stunde[50]
- Was ist des Deutschen Vaterland?[51] (Digitalisat)
- Zu den Waffen, zu den Waffen (Schlachtgesang)[52]
- Fels des Heils[53] (Ich weiß, woran ich glaube, Evangelisches Gesangbuch, Nr. 357)